# Carl Jeppesen

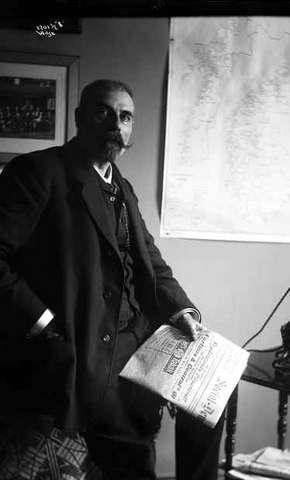
Carl Jeppesen med ett nummer av Social-Demokraten, 1908.

Carl Christian Jeppesen, född 16 mars 1858 i Köpenhamn, död 26 januari 1930 i Oslo, var en dansk-norsk politiker (Arbeiderpartiet). 
Jeppesen föddes i Danmark och var först cigarrmakare, flyttade 1878 till Norge, där han blev piassavaarbetare och borstfabrikör samt var sedermera 1892–1917 cigarrhandlare. Han var 1890–1892 och 1894–1897 partiordförande i Arbeiderpartiet samt 1885–1892 och 1906–1912 huvudredaktör för Social-Demokraten. Vid den norska socialdemokratins splittring kom han att tillhöra högerfalangen. 
Jeppesen blev 1898 ledamot av Kristiania kommunalstyrelse, 1904 av dess formannskap och var 1917–1919 kommunalstyrelsens ordförande. Han var 1920–1923 ordförande i "Det Norske Presseforbund". 